# Сјети (Салерно)
Сјети је насеље у Италији у округу Салерно, региону Кампанија.
Према процени из 2011. у насељу је живело 652 становника. Насеље се налази на надморској висини од 396 м.